# 上拉马济耶尔
上拉马济耶尔（法語：Lamazière-Haute，法語發音：[lamazjɛʁ lə ot]）是法国科雷兹省的一个市镇，属于于塞勒区。

## 地理
上拉马济耶尔（45°40'13"N, 2°23'47"E）面积15.31 平方千米，位于法国新阿基坦大区科雷兹省，该省份为法国中南部省份，北起上维埃纳省和克勒兹省，西接多爾多涅省，南至洛特省，东临多姆山省和康塔爾省。
与上拉马济耶尔接壤的市镇（或旧市镇、城区）包括：艾克斯、萨尔索讷河畔库菲、埃居朗德、旧圣马夏尔、圣奥拉杜德希鲁兹。

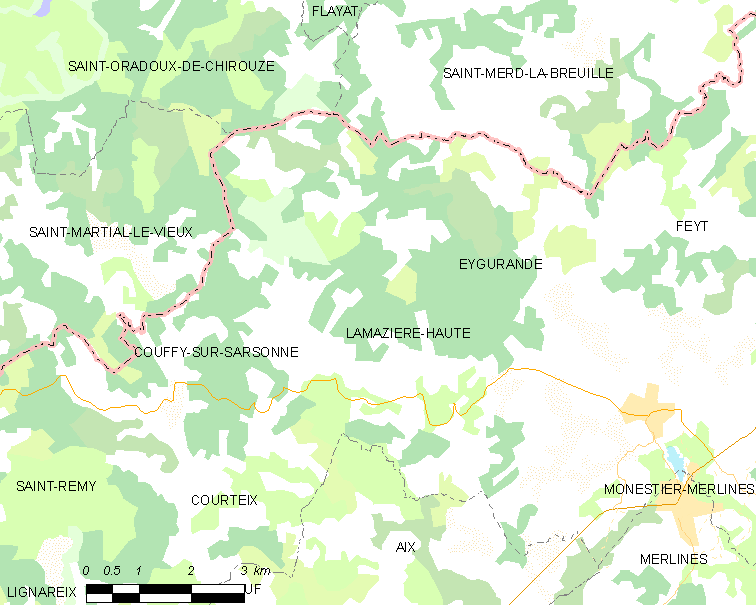
上拉马济耶尔的OSM定位图

上拉马济耶尔的时区为UTC+01:00、UTC+02:00（夏令时）。

## 行政
上拉马济耶尔的邮政编码为19340，INSEE市镇编码为19103。

## 政治
上拉马济耶尔所属的省级选区为于塞勒县。

## 人口

1962-2008年间上拉马济耶尔人口变化图示

上拉马济耶尔于2022年1月1日时的人口数量为66人。